# Galba
Servius Sulpicius Galba (n. 24 decembrie 3 î.Hr., Terracina, Lazio, Regatul Italiei – d. 15 ianuarie 69 d.Hr., Roma, Roma Antică) a fost împărat roman din iunie 68 până la moartea sa. A fost primul împărat al Anului celor patru împărați.

## Biografie
Născut la Terracina (Latium) într-o ilustră familie senatorială, Galba devine în anul 60 guvernator al provinciei Hispania Tarraconensis, după o lungă carieră militară. Proclamat împărat de către legiunile sale și recunoscut și de senatul din Roma la 9 iunie 68, sosește în octombrie în capitală. Instaurează un regim de austeritate în domeniul financiar și de severitate în cadrul armatei. Excelent în poziții subordonate și în administrația provincială, Galba nu corespunde însă funcției supreme.
Răscoala legiunilor din Germania îl proclamă împărat la 1 ianuarie 69 pe Aulus Vitellius. Acest lucru îl determină pe Galba să-l adopte pe L. Calpurnius Piso Frugi Licinianus, numindu-l caesar și coregent. Dezamăgit în speranța sa de a fi adoptat, M. Salvius Otho profită de nemulțumirea provocată în rândul pretorienilor de refuzul donativului, instigându-i împotriva împăratului. La 15 ianuarie 69, Galba și Calpurnius Piso sunt uciși în for de către pretorieni răzvrătiți.